# Retsjnoj Vokzal (metrostation Novosibirsk)

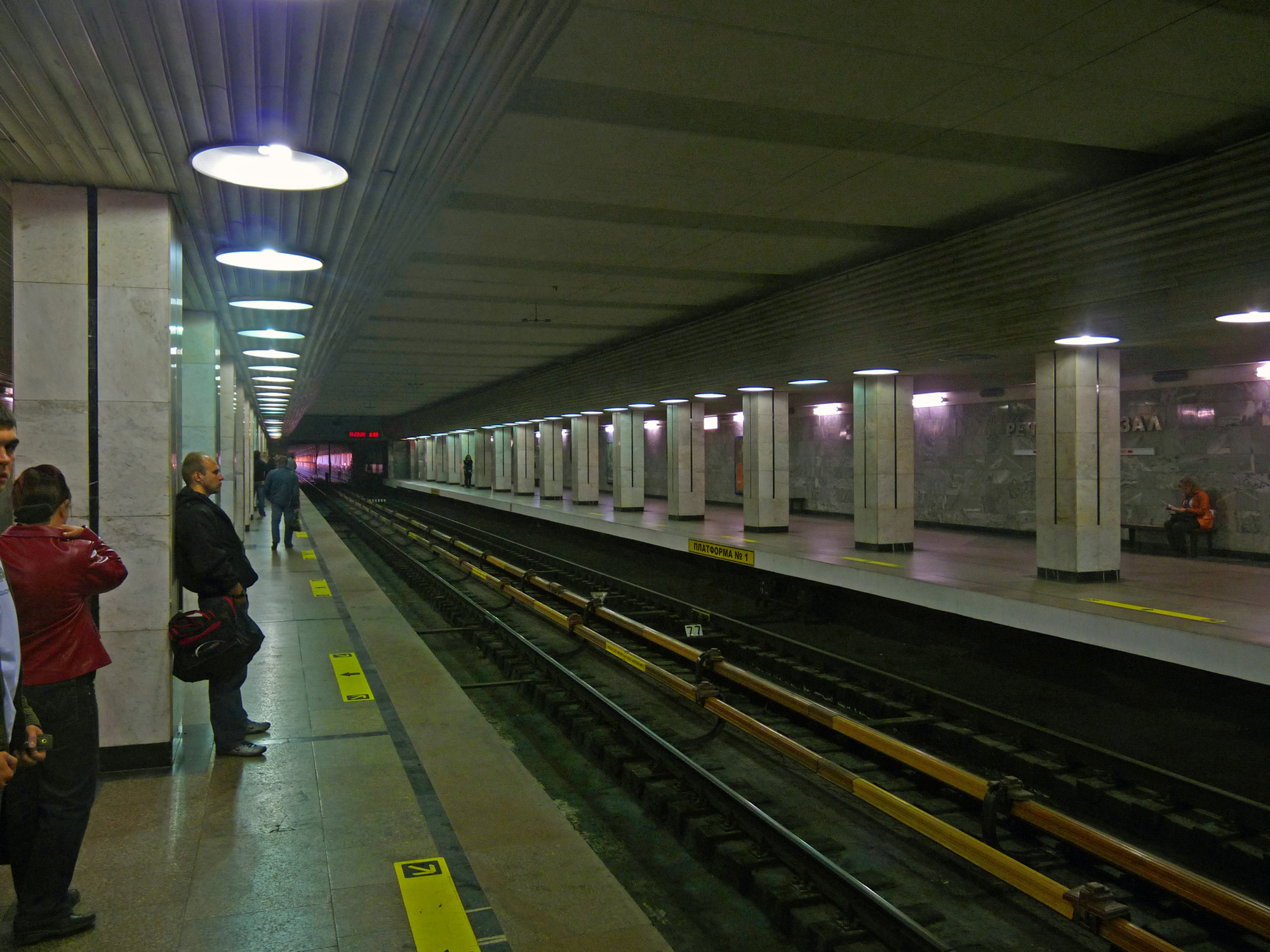
Retsjnoj Vokzal

Retsjnoj Vokzal (Russisch: Речной Вокзал) is een station van de metro van Novosibirsk. Het station maakt deel uit van de Leninskaja-lijn en werd geopend op 28 december 1985 als het op twee na zuidelijkste station van het eerste metrotracé in de stad. Het metrostation bevindt zich in het zuiden van Novosibirsk.